# Ayaz Mütəllibov
Ayaz Niyazi oğlu Mütəllibov, w transkrypcji rosyjskiej Ajaz Mutalibow (ur. 12 maja 1938 w Baku, Azerbejdżańska SRR, zm. 27 marca 2022 tamże) – azerski polityk Komunistycznej Partii Azerbejdżanu; pierwszy prezydent niepodległego Azerbejdżanu od 30 października 1991 do 6 marca 1992 i od 14 maja do 18 maja 1992.
Pierwszym sekretarzem Komunistycznej Partii Azerbejdżanu został po odsunięciu Əbdürrəhmana Vəzirova, co nastąpiło w 1990 po wydarzeniach czarnego stycznia w Baku, gdy w czasie radzieckiej interwencji w obronie ludności ormiańskiej zginęło kilkuset Azerów. Mütəllibov opowiadał się za reformowaniem systemu komunistycznego, przeciwko niepodległości Azerbejdżanu, która jego zdaniem musiałaby zakończyć się wchłonięciem państwa przez Turcję lub Iran. W wyborach parlamentarnych we wrześniu 1990, które zdaniem opozycji zostały sfałszowane, kierowana przez niego partia zdobyła niemal 90% mandatów. Mimo głosów opozycji Mütəllibov nie zgodził się na rozmowy władz z opozycyjnym Ludowym Frontem Azerbejdżanu, a w celu podniesienia swojej pozycji w oczach władz centralnych kraju zorganizował referendum, w którym ludność Azerskiej SRR miała wypowiedzieć się w sprawie pozostawania państwa w ZSRR. Głosowanie z marca 1991, przy wysokiej frekwencji (74,9%), zakończyło się oficjalnie wynikiem 93,3% za status quo.
Mütəllibov poparł pucz moskiewski. Po jego klęsce Rada Najwyższa Azerbejdżańskiej Socjalistycznej Republiki Radzieckiej ogłosiła niepodległość Azerbejdżanu. Komunistyczna Partia Azerbejdżanu ogłosiła samorozwiązanie, jednak jej członkowie zachowali najwyższe stanowiska państwowe. Mimo faktu, iż opozycja domagała się jego odejścia z polityki, Mütəllibov we wrześniu 1991 został jedynym kandydatem na pierwszego prezydenta niepodległego Azerbejdżanu. W listopadzie nowy prezydent zgodził się utworzyć pięćdziesięcioosobowy parlament (Zgromadzenie Narodowe), w którym mandaty podzielono między rząd i opozycję po połowie. Organ ten miał funkcjonować równolegle do Rady Najwyższej.
Pozycja i popularność prezydenta stopniowo słabły z powodu jego nieudolności w tworzeniu azerskich sił zbrojnych, a w konsekwencji klęsk ponoszonych w wojnie z Armenią o Górski Karabach. Po zbrodni dokonanej na azerskich cywilach w Xocalı w kraju doszło do politycznego kryzysu i zamieszek. Uliczne protesty na przełomie lutego i marca 1992 sprawiły, że 5 marca tego roku Mütəllibov ogłosił ustąpienie z urzędu, który tymczasowo objął Yaqub Məmmədov. Nie zrezygnował jednak z walki o władzę i 14 maja tego samego roku zdołał przekonać Radę Najwyższą do powtórnego ogłoszenia go prezydentem i rozpisania wcześniejszych wyborów. Odpowiedzią jego przeciwników politycznych z Ludowego Frontu Azerbejdżanu było zwołanie masowej manifestacji, która wymusiła na Radzie Najwyższe samorozwiązanie, a na byłym prezydencie – emigrację. Mütəllibov udał się do Rosji, skąd usiłował nadal wpływać na politykę azerską. W lipcu 2012 otrzymał możliwość powrotu do Azerbejdżanu. Zapowiedział jednak, iż nie będzie udzielał się w życiu publicznym.
Odznaczony dwoma Orderami Czerwonego Sztandaru Pracy.